# West Indies Women’s Cricket Team in England in der Saison 2025
Die Tour des West Indies Women's Cricket Teams in England in der Saison 2025 fand vom 21. Mai bis zum 7. Juni 2025 statt. Die internationale Cricket-Tour war Bestandteil der internationalen Cricket-Saison 2025 und umfasste drei WODIs und drei WTwenty20s. England gewann beide Serien mit 3−0.

## Vorgeschichte
Für beide Mannschaften war es die erste Tour der Saison. Das letzte Aufeinandertreffen der beiden Mannschaften bei einer Tour fand in der Saison 2022/23 in den West Indies statt.

## Stadion
Die folgenden Stadien wurden für die Tour vorgesehen.
| Stadion               | Stadt      | Kapazität | Spiele  |
| --------------------- | ---------- | --------- | ------- |
| St Lawrence Ground    | Canterbury | 7.000     | 1. WT20 |
| County Ground         | Chelmsford | 6.500     | 3. WT20 |
| County Cricket Ground | Derby      | 9.500     | 1. WODI |
| County Cricket Ground | Hove       | 7.000     | 2. WT20 |
| Grace Road            | Leicester  | 6.000     | 2. WODI |
| County Ground         | Taunton    | 8.500     | 3. WODI |

## Kaderlisten
Die West Indies benannten ihre Kader am 13. Mai 2025.
England benannte ihre Kader am 14. Mai 2025.
| WODI | WODI | WTwenty20 | WTwenty20 |
| England | West Indies | England | West Indies |
| --- | --- | --- | --- |
| - Natalie Sciver-Brunt (K) - Alice Davidson-Richards (VK) - Emily Arlott - Tammy Beaumont - Lauren Bell - Alice Capsey - Kate Cross - Charlie Dean - Sophia Dunkley - Lauren Filer - Mahika Gaur - Sarah Glenn - Amy Jones (wk) - Heather Knight - Emma Lamb - Linsey Smith | - Hayley Matthews (K) - Shemaine Campbelle (VK, wk) - Aaliyah Alleyne - Jahzara Claxton - Afy Fletcher - Cherry-Ann Fraser - Shabika Gajnabi - Jannillea Glasgow - Realeanna Grimmond - Zaida James - Qiana Joseph - Mandy Mangru (wk) - Ashmini Munisar - Karishma Ramharack - Stafanie Taylor | - Natalie Sciver-Brunt (K) - Emily Arlott - Tammy Beaumont - Lauren Bell - Alice Capsey - Charlie Dean - Sophia Dunkley - Sarah Glenn - Amy Jones (wk) - Heather Knight - Paige Scholfield - Linsey Smith - Issy Wong - Danni Wyatt-Hodge | - Hayley Matthews (K) - Shemaine Campbelle (VK, wk) - Aaliyah Alleyne - Jahzara Claxton - Afy Fletcher - Cherry-Ann Fraser - Shabika Gajnabi - Jannillea Glasgow - Realeanna Grimmond - Zaida James - Qiana Joseph - Mandy Mangru (wk) - Ashmini Munisar - Karishma Ramharack - Stafanie Taylor |

## Tour Match
| 18. Mai Scorecard | Canterbury | West Indies 175-4 (20)          | – | England Development XI 95-7 (20) |
|                   |            | West Indies gewinnt mit 80 Runs |   |                                  |

## Women’s Twenty20 International

### Erstes WTwenty20 in Canterbury
| 21. Mai Scorecard | Canterbury | West Indies 146-7 (20)        | – | England 150-2 (16.3) |
|                   |            | England gewinnt mit 8 Wickets |   |                      |

England gewann den Münzwurf und entschied sich als Feldmannschaft zu beginnen. Als Spielerin des Spiels wurde Hayley Matthews ausgezeichnet.

### Zweites WTwenty20 in Hove
| 23. Mai Scorecard | Hove | West Indies 81-9 (20)         | – | England 82-1 (9.1) |
|                   |      | England gewinnt mit 9 Wickets |   |                    |

England gewann den Münzwurf und entschied sich als Feldmannschaft zu beginnen. Als Spielerin des Spiels wurde Em Arlott ausgezeichnet.

### Drittes WTwenty20 in Chelmsford
| 26. Mai Scorecard | Chelmsford | England 144-5 (20)          | – | West Indies 127-8 (20) |
|                   |            | England gewinnt mit 17 Runs |   |                        |

Die West Indies gewannen den Münzwurf und entschieden sich als Feldmannschaft zu beginnen. Als Spielerin des Spiels wurde Hayley Matthews ausgezeichnet.

## Women’s One-Day Internationals

### Erstes WODI in Derby
| 30. Mai Scorecard | Derby | England 345-6 (50)           | – | West Indies 237 (48.2) |
|                   |       | England gewinnt mit 108 Runs |   |                        |

England gewann den Münzwurf und entschied sich als Schlagmannschaft zu beginnen. Als Spielerin des Spiels wurde Amy Jones ausgezeichnet.

### Zweites WODI in Leicester
| 4. Juni Scorecard | Leicester | England 366-6 (50)           | – | West Indies 223 (45.4) |
|                   |           | England gewinnt mit 143 Runs |   |                        |

England gewann den Münzwurf und entschied sich als Schlagmannschaft zu beginnen. Als Spielerin des Spiels wurde Amy Jones ausgezeichnet.

### Drittes WODI in Taunton
| 7. Juni Scorecard | Taunton | West Indies 106-8 (21/21)                  | – | England 109-1 (10.5/21) |
|                   |         | England gewinnt mit 9 Wickets (D/L method) |   |                         |

England gewann den Münzwurf und entschied sich als Feldmannschaft zu beginnen. Als Spielerin des Spiels wurde Sarah Glenn ausgezeichnet.

## Auszeichnungen

### Player of the Series
Als Player of the Series wurden der folgende Spieler ausgezeichnet.
| Serie | Player of the Series |
| ----- | -------------------- |
| WODI  | Amy Jones            |
| WT20  | Hayley Matthews      |

### Player of the Match
Als Player of the Match wurden die folgenden Spielerinnen ausgezeichnet.
| Spiel   | Player of the Match |
| ------- | ------------------- |
| 1. WODI | Amy Jones           |
| 2. WODI | Amy Jones           |
| 3. WODI | Sarah Glenn         |
| 1. WT20 | Hayley Matthews     |
| 2. WT20 | Em Arlott           |
| 3. WT20 | Hayley Matthews     |